# Ahmet Çörekçi
Ahmet Çörekçi (* 10. Juni 1932 in Osmancık, Çorum) ist ein ehemaliger türkischer General, der unter anderem zwischen 1992 und 1993 Generalsekretär des Nationalen Sicherheitsrates MGK (Millî Güvenlik Kurulu) sowie von 1995 bis 1997 Oberkommandierender der Luftstreitkräfte (Türk Hava Kuvvetleri) war.

## Leben

### Offizier und Stabsoffizier
Çörekçi absolvierte nach dem Besuch der Grundschule in Osmancık sowie der Sekundarschule in Çorum die Luftwaffenkadettenanstalt (Işıklar Askeri Lisesi) sowie im Anschluss die Luftwaffenschule (Hava Harp Okulu), die er am 30. August 1955 als Fähnrich (Asteğmen) abschloss. Danach folgte vom 1. Oktober 1955 bis zum 10. August 1955 eine Pilotenausbildung in Kanada sowie in Izmir. Im Anschluss war er zwischen dem 29. September 1957 und dem 10. September 1966 Offizier auf der 5. Luftwaffenbasis in Merzifon, auf der 1. Luftwaffenbasis in Eskişehir sowie bei der 1. Luftverbindungsgruppe.
Nachdem Çörekçi zwischen 1966 und 1968 seine Ausbildung zum Stabsoffizier an der Luftwaffenakademie (Hava Harp Akademisi) absolviert hatte, wurde er Offizier im Referat für Luftoperationen im Generalstab der Türkei und anschließend am 5. August 1969 Leitender Operationsoffizier auf der 6. Luftwaffenbasis in Bandırma. Danach war er zwischen dem 30. August 1972 und dem 13. August 1972 erst Kommandeur der 163. Staffel sowie zuletzt Kommandeur der 162. Staffel, ehe er am 30. August 1972 Planungsoffizier im Hauptquartier der Vereinigten NATO-Luftstreitkräfte für Südeuropa AIRSOUTH (Allied Air Forces Southern Europe) in Neapel wurde. Nach seiner Rückkehr in die Türkei wurde er am 6. September 1974 Operationsoffizier der 6. Luftwaffenbasis und danach am 14. September 1976 stellvertretender Referatsleiter für Flugausbildung in der Ausbildungsabteilung des Oberkommandos der Luftstreitkräfte.

### Aufstieg zum General
Daraufhin fungierte Çörekçi nach seiner Beförderung zum Brigadegeneral (Tuğgeneral) zwischen dem 30. August 1978 und dem 25. August 1981 als Kommandeur der 4. Luftwaffenbasis (Ana Jet Üs Komutanlığı) in Akinci und danach vom 25. August 1981 bis zum 23. August 1982 als Leiter der Abteilung für Logistik und Nachschub im Oberkommando der Luftstreitkräfte. Nachdem er zum Generalmajor (Tümgeneral) befördert worden war, war er vom 23. August 1982 bis zum 15. August 1986 Kommandant der Luftwaffenschule (Hava Harp Okulu).
1986 wurde Çörekçi zum Generalleutnant (Korgeneral) befördert und fungierte als solcher von 1986 bis 1988 als Kommandierender General der 6. Alliierten Taktischen Luftstreitkräfte (6. Allied Tactical Air Force) der NATO und anschließend zwischen 1988 und 1990 als Kommandierender General des für die Osttürkei zuständigen 2. Taktischen Luftwaffenkommandos (2. Taktik Hava Kuvveti Komutanlığı) in Diyarbakir, ehe er von 1990 bis 1992 Kommandierender General des Ausbildungskommandos der Luftstreitkräfte (Hava Eğitim Komutanlığı) in Izmir war.
Am 21. August 1992 wurde er zum General (Orgeneral) befördert und als Nachfolger von General Nezihi Çakar zum Generalsekretär des Nationalen Sicherheitsrates MGK (Millî Güvenlik Kurulu) ernannt. In dieser Funktion verblieb er bis zu seiner Ablösung durch General Doğan Bayazıt am 29. August 1993. Im Anschluss wurde er am 30. August 1993 Nachfolger von General Fikret Küpeli als Stellvertretender Chef des Generalstabes (Genelkurmay II. Başkanı) der Streitkräfte (Türk Silahlı Kuvvetleri) und übte diesen Posten bis zu seiner Ablösung durch Çevik Bir am 30. August 1995 aus.
Zuletzt wurde General Çörekçi, der unter anderem mit der Verdienstmedaille der Streitkräfte (Türk Silahlı Kuvvetleri Üstün Hizmet Madalyası) ausgezeichnet wurde, am 18. August 1995 Oberkommandierender der Luftstreitkräfte (Türk Hava Kuvvetleri) und damit Nachfolger von General Halis Burhan. Er übte diesen Posten bis zu seiner Versetzung in den Ruhestand am 30. August 1997 aus und wurde dann durch General İlhan Kılıç abgelöst.
Wegen angeblicher Beteiligung am Militärputsch vom 28. Februar 1997 (28 Şubat süreci) wurde Çörekçi im April 2012 mit anderen verantwortlichen Generalen festgenommen, aber im September 2013 aufgrund eines Gerichtsbeschlusses bis zum Abschluss des Verfahrens aus der Haft entlassen.
Çörekçi ist verheiratet und Vater zweier Kinder.